# Delitto al microscopio
Delitto al microscopio (Kid Glove Killer) è un film noir del 1942 diretto da Fred Zinnemann, al suo debutto come regista di un lungometraggio.
È un film di serie B appartenente al cosiddetto filone police procedural, in cui l'enfasi non è posta su chi ha commesso il crimine ma su come viene individuato. In questo caso, la vicenda inizia con un omicidio commesso dal procuratore Gerald Ladimer (Lee Bowman) e il criminologo interpretato da Van Heflin, qui al suo primo ruolo da protagonista, è chiamato a ricostruire i fatti per incastrarlo.

## Trama
Il procuratore Ladimer ha diretto la campagna elettorale del sindaco riformatore Daniels, nella speranza di poterlo manovrare a favore dei suoi interessi. Quando realizza che il nuovo sindaco non è intenzionato a farsi corrompere, Ladimer lo elimina mettendo una bomba nella sua auto. La polizia inizia le indagini e gli indizi sembrano portare a Eddie Wright, ma il detective Gordon McKay della polizia scientifica sostiene che non ci sono prove concrete.
Con l'aiuto dell'assistente Jane Mitchell, McKay porta avanti le sue indagini in laboratorio fino a quando alcune tracce raccolte sul luogo del delitto gli permettono di stabilire con certezza che il colpevole è Ladimer. Anche Jane ha raccolto gravi indizi su di lui e quando si reca da McKay lo trova alle prese con l'assassino, che vorrebbe costringerlo a tacere ma viene infine disarmato ed arrestato.

## Produzione
Le riprese furono effettuate dal 2 al 29 dicembre 1941 negli MGM Studios di Culver City. I titoli di lavorazione erano Then There Were Two e Along Came... Murder.
L'autore del soggetto John C. Higgins aveva già lavorato con Fred Zinnemann alla fine degli anni trenta, per alcuni episodi della serie poliziesca della MGM Crime Does Not Pay (per uno di essi, That Mothers Might Live, il regista aveva vinto un Oscar al miglior cortometraggio nel 1939). Delitto al microscopio prende spunto da un altro episodio del 1938 scritto sempre da Higgins, They're Always Caught, diretto in questo caso  da Harold S. Bucquet.
In una breve sequenza del film compare la futura star di Hollywood Ava Gardner (è la cameriera del drive-in che bacia il cliente sulla macchina accanto a Marsha Hunt e Lee Bowman). In seguito, Fred Zinnemann ha ricordato che l'attrice pensava di aver fatto un lavoro talmente scadente da essere pronta a rinunciare alla recitazione.
Tra gli altri attori non accreditati risultano Robert Blake, Paul Fix, James Flavin, Howard C. Hickman, John Ince e Philo McCullough.

## Distribuzione
Il film fu distribuito negli Stati Uniti a partire dal 17 aprile 1942. Secondo quanto ha affermato Fred Zinnemann, durante l'anteprima Louis B. Mayer e altri dirigenti della MGM se ne andarono all'improvviso dalla sala dopo aver appreso della morte dell'attrice Carole Lombard in un incidente aereo. Tuttavia, la morte della Lombard è avvenuta nel gennaio del 1942, alcuni mesi prima dell'uscita del film.
Nel 1986 è stato proiettato alla 36ª edizione del Festival di Berlino, in una sezione dedicata a Zinnemann che quell'anno ha ricevuto la Berlinale Kamera.

### Date di uscita
- Stati Uniti d'America (Kid Glove Killer) - 17 aprile 1942
- Messico (La última prueba) - 10 settembre 1942
- Svezia (Mördare i handskar) - 3 dicembre 1945
- Italia (Delitto al microscopio) - 1950

## Accoglienza

### Incassi
Costato 199.000 dollari, il film ne ha incassati complessivamente 550.000, di cui 336.000 negli Stati Uniti.

### Critica
Il sito Rotten Tomatoes riporta il 100% di recensioni professionali con giudizio positivo e un voto medio di 7,8 su 10.
Nella sua recensione il New York Times lo definì «un piccolo film eccellente», e la rivista Variety «uno di quei B-movie con budget limitato che per lunghi intervalli sembrano elevarsi molto al di sopra del livello previsto... Il nuovo arrivato Fred Zinnemann gestisce abilmente le varie vicende in un'ottima miscelazione complessiva».